# Francesca Maria d'Orléans
Francesca Maria d'Orléans (Neuilly-sur-Seine, 14 agosto 1844 – Saint-Firmin, 28 ottobre 1925) era figlia di Francesco d'Orléans, principe di Joinville, e di Francesca di Braganza, figlia di Pietro I del Brasile.

## Famiglia

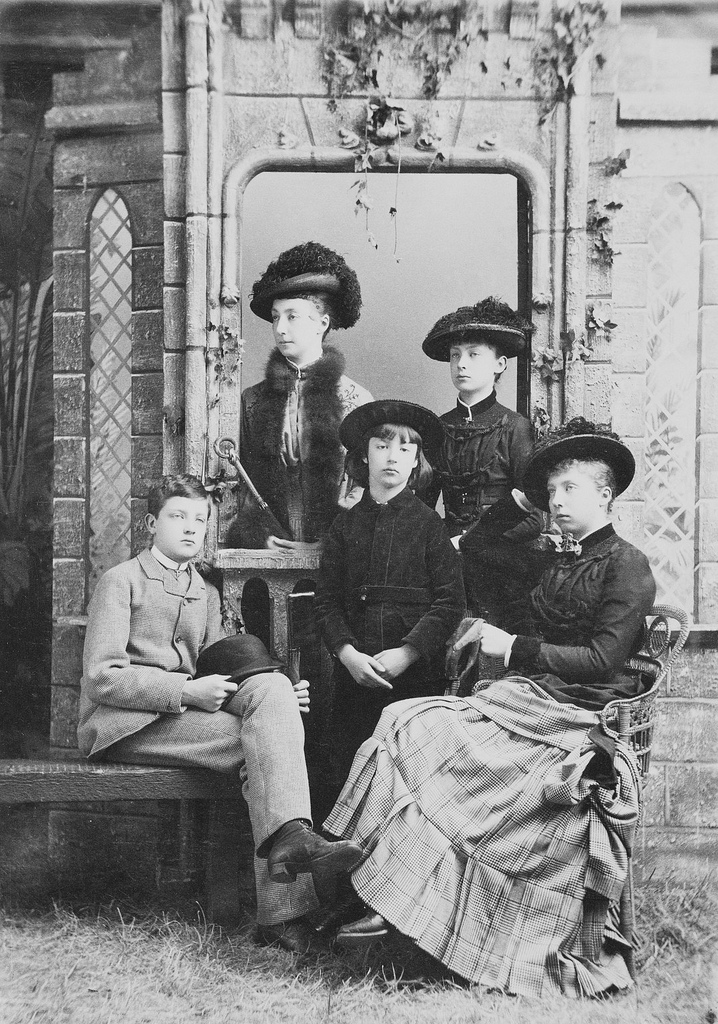
Francesca d'Orléans e i suoi figli.

Francesca d'Orléans è una delle nipoti del re dei francesi Luigi Filippo I e di Maria Amalia di Borbone-Due Sicilie. Era la figlia di Francesco d'Orléans, principe di Joinville, terzo figlio della coppia reale e della sua sposa Francesca di Braganza, principessa del Brasile e infanta del Portogallo (1824-1898), figlia dell'imperatore Piero I del Brasile e di Maria Leopoldina d'Austria. Se i suoi nonni materni morirono prima della sua nascita, la principessina conobbe bene i suoi nonni paterni, soprattutto sua nonna che ebbe una grande influenza sulla famiglia.

## Matrimonio
L'11 giugno 1863 sposò a Kingston upon Thames, nel Regno Unito, suo cugino il principe Roberto d'Orléans (1840-1910), duca di Chartres. Quest'ultimo era il secondogenito di Ferdinando d'Orléans (1810-1842), duca d'Orléans e principe reale, e di sua moglie la principessa Elena di Meclemburgo-Schwerin (1814-1858). Il giovane principe, al servizio del Regno di Sardegna poi degli Stati Uniti si distinse sul campo della battaglia dell'unificazione italiana e della guerra di secessione.
Da quest'unione nacquero cinque figli :
- Maria d'Orléans (1865-1909), che sposò, nel 1885, il principe Valdemaro di Danimarca (1858-1939), figlio del re Cristiano IX di Danimarca (1818-1906);
- Roberto d'Orléans (1866-1885);
- Enrico d'Orléans (1867-1901);
- Margherita d'Orléans (1869-1940), che sposò, nel 1896, Maria Armando Patrizio di Mac-Mahon (1855-1927), duca di Magenta e figlio del presidente della Repubblica Patrizio di Mac-Mahon (1808-1893);
- Giovanni d'Orléans (1874-1940), duca di Guisa e pretendente orléanista al trono di Francia come Giovanni III, che sposò, nel 1899, sua cugina Isabella d'Orléans, figlia del conte di Parigi

## Morte
La Principessa Francesca morì il 28 ottobre 1925 al Castello de Saint-Firmin.

## Titoli e trattamento
- 14 agosto 1844 - 11 giugno 1863 Sua Altezza Reale Principessa Françoise d'Orléans
- 11 giugno 1863 - 5 dicembre 1910 Sua Altezza Reale la Duchessa di Chartres
- 5 dicembre 1910 - 28 ottobre 1925 Sua Altezza Reale la Duchessa Vedova di Chartres

## Ascendenza
|                                            |                            |                                       | Genitori                                            |  |  | Nonni |  |  | Bisnonni                         |  |  | Trisnonni                       |  |
|                                            |                            |                                       |                                                     |  |  |       |  |  | Luigi Filippo II, Duca d'Orléans |  |  | Luigi Filippo I, Duca d'Orléans |  |
|                                            |                            |                                       |                                                     |  |  |       |  |  | Luigi Filippo II, Duca d'Orléans |  |  | Luigi Filippo I, Duca d'Orléans |  |
|                                            |                            | Luisa Enrichetta di Borbone           |                                                     |  |  |       |  |  | Luigi Filippo II, Duca d'Orléans |  |  |                                 |  |
| Luigi Filippo I di Francia                 |                            |                                       |                                                     |  |  |       |  |  | Luigi Filippo II, Duca d'Orléans |  |  |                                 |  |
|                                            |                            | Luisa Maria Adelaide di Borbone       | Luigi Giovanni Maria di Borbone, Duca di Penthièvre |  |  |       |  |  |                                  |  |  |                                 |  |
|                                            |                            | Luisa Maria Adelaide di Borbone       | Luigi Giovanni Maria di Borbone, Duca di Penthièvre |  |  |       |  |  |                                  |  |  |                                 |  |
|                                            |                            | Luisa Maria Adelaide di Borbone       | Maria Teresa d'Este                                 |  |  |       |  |  |                                  |  |  |                                 |  |
| Francesco d'Orléans, Principe di Joinville |                            | Luisa Maria Adelaide di Borbone       |                                                     |  |  |       |  |  |                                  |  |  |                                 |  |
|                                            |                            | Ferdinando I delle Due Sicilie        | Carlo III di Spagna                                 |  |  |       |  |  |                                  |  |  |                                 |  |
|                                            |                            | Ferdinando I delle Due Sicilie        | Carlo III di Spagna                                 |  |  |       |  |  |                                  |  |  |                                 |  |
|                                            |                            | Ferdinando I delle Due Sicilie        | Maria Amalia di Sassonia                            |  |  |       |  |  |                                  |  |  |                                 |  |
| Maria Amalia di Borbone-Due Sicilie        |                            | Ferdinando I delle Due Sicilie        |                                                     |  |  |       |  |  |                                  |  |  |                                 |  |
|                                            |                            | Maria Carolina d'Austria              | Francesco I, Sacro Romano Imperatore                |  |  |       |  |  |                                  |  |  |                                 |  |
|                                            |                            | Maria Carolina d'Austria              | Francesco I, Sacro Romano Imperatore                |  |  |       |  |  |                                  |  |  |                                 |  |
|                                            |                            | Maria Carolina d'Austria              | Maria Teresa d'Austria                              |  |  |       |  |  |                                  |  |  |                                 |  |
| Francesca Maria d'Orléans                  |                            | Maria Carolina d'Austria              |                                                     |  |  |       |  |  |                                  |  |  |                                 |  |
|                                            | Giovanni VI del Portogallo | Pietro III del Portogallo             |                                                     |  |  |       |  |  |                                  |  |  |                                 |  |
|                                            | Giovanni VI del Portogallo | Pietro III del Portogallo             |                                                     |  |  |       |  |  |                                  |  |  |                                 |  |
|                                            | Giovanni VI del Portogallo | Maria I del Portogallo                |                                                     |  |  |       |  |  |                                  |  |  |                                 |  |
| Pietro I del Brasile                       | Giovanni VI del Portogallo |                                       |                                                     |  |  |       |  |  |                                  |  |  |                                 |  |
|                                            |                            | Infanta Carlotta Gioacchina di Spagna | Carlo IV di Spagna                                  |  |  |       |  |  |                                  |  |  |                                 |  |
|                                            |                            | Infanta Carlotta Gioacchina di Spagna | Carlo IV di Spagna                                  |  |  |       |  |  |                                  |  |  |                                 |  |
|                                            |                            | Infanta Carlotta Gioacchina di Spagna | Maria Luisa di Parma                                |  |  |       |  |  |                                  |  |  |                                 |  |
| Principessa Francesca del Brasile          |                            | Infanta Carlotta Gioacchina di Spagna |                                                     |  |  |       |  |  |                                  |  |  |                                 |  |
|                                            |                            | Francesco II, Sacro Romano Imperatore | Leopoldo II, Sacro Romano Imperatore                |  |  |       |  |  |                                  |  |  |                                 |  |
|                                            |                            | Francesco II, Sacro Romano Imperatore | Leopoldo II, Sacro Romano Imperatore                |  |  |       |  |  |                                  |  |  |                                 |  |
|                                            |                            | Francesco II, Sacro Romano Imperatore | Infanta Maria Luisa di Spagna                       |  |  |       |  |  |                                  |  |  |                                 |  |
| Maria Leopoldina d'Austria                 |                            | Francesco II, Sacro Romano Imperatore |                                                     |  |  |       |  |  |                                  |  |  |                                 |  |
|                                            |                            | Maria Teresa di Borbone-Napoli        | Ferdinando I delle Due Sicilie                      |  |  |       |  |  |                                  |  |  |                                 |  |
|                                            |                            | Maria Teresa di Borbone-Napoli        | Ferdinando I delle Due Sicilie                      |  |  |       |  |  |                                  |  |  |                                 |  |
|                                            |                            | Maria Teresa di Borbone-Napoli        | Maria Carolina d'Austria                            |  |  |       |  |  |                                  |  |  |                                 |  |
|                                            |                            | Maria Teresa di Borbone-Napoli        |                                                     |  |  |       |  |  |                                  |  |  |                                 |  |